# Half-Life: Opposing Force
Half-Life: Opposing Force (зазвичай використовують скорочення OF, OpFor, OpForce  або Op4) — шутер від першої особи; додаток для гри Half-Life, розроблене компанією Gearbox Software у колаборації з Valve і випущене Sierra Entertainment 31 жовтня 1999 року. Це доповнення представляє гравцеві той же сеттинг, що й оригінал, з тією лише різницею, що гравець бере під своє управління капрала Адріана Шепарда, солдата спецпідрозділу HECU. У 2005 році Opposing Force вийшла в Steam у складі набору Half-Life 1 Anthology.
У Opposing Force, як і в оригінальній Half-Life, є мережева гра. У травні 2000 року Valve та Gearbox випустили спеціальний додаток для мережевої гри — Opposing Force: Capture the Flag, що додає режим захоплення прапора  від імені солдатів HECU і персоналу Чорної Мези та нові карти. Пізніше це доповнення, як і сама OpFor, було розміщено на одному диску з іншим доповненням, Half-Life: Blue Shift, а в наступній Steam-версії цей режим вже спочатку вбудований у гру.
Сторонніми розробниками здійснювалося перенесення Opposing Force на двигун Source, але він досі не завершений; проект названий Operation Black Mesa. Також (як модифікація для Half-Life 2) створювалося продовження Opposing Force — Opposing Force 2, але розробка зупинена на невизначений термін. Однак іншим автором було випущено продовження Opposing Force у вигляді окремої комерційної гри — «Prospekt».
Події Opposing Force відбуваються одночасно з оригінальною Half-Life, але охоплюють час її пізніх глав. Гравець виступає в ролі капрала Едріана Шепарда, одного з солдатів спецпідрозділу HECU, посланих в комплекс «Чорна Меза» протистояти вторгненню прибульців. Назва гри походить від назви «умовного супротивника» у військових навчаннях країн НАТО.

## Ігровий процес
Подібно до оригінальної гри, гравець керує персонажем Едріаном Шепардом, який просувається сюжетом знищуючи ворогів різноманітною зброєю і вирішуючи головоломки. Гравець має бронежелет PCV, який може заряджатися як від спеціальних пристроїв HECU, так і від зарядних пристроїв і батарей, розставлених в «Чорній Мезі» для зарядки HEV-костюмів. Замість ліхтарика гравцеві дається прилад нічного бачення, який дозволяє бачити в невеликому радіусі в темряві. Батарея приладу з часом розряджається під час роботи і поповнюється, коли він не використовується.
Арсенал поповнився кількома видами зброї. Так лом-цвяходер замінює розвідний ключ, доступні ніж, пістолет Desert Eagle, снайперська гвинтівка, кулемет, гармата зміщення, споромет і шоковий тарган, поряд з набором зброї з Half-Life. Істоту Барнакла, ученими «Чорної Мези» також пристосовано як зброю — Шепард може за допомогою її язика чіплятися до віддалених предметів.
Солдати HECU часом допомагають Шепарду. Медик може лікувати пораненого гравця і інших солдатів, відновлюючи значний відсоток здоров'я, а інженер має при собі зварювальний апарат, за допомогою якого здатний зламувати металеві двері. Інколи гравець повинен забезпечити взаємодію інших солдатів, наприклад, привести медика до пораненого інженера, щоб той зламав закриті двері. Персонал «Чорної Мези» не є ворожим до гравця і може надавати певну допомогу. Серед персоналу комплексу додано новий тип, представлений як охоронець на ім'я Отіс, озброєний пістолетом Desert Eagle.
У Half-Life: Opposing Force є тренувальна місія під назвою «Boot Camp». У ній гравець, перебуваючи в тренувальному таборі на військовій базі Сантьяго (штат Аризона), вчиться основам ігрового процесу Half-Life під керівництвом сержанта Дрілла. Протягом проходження сюжету гравець може бачити події, показані в оригінальній грі, до прикладу, пригоди Гордона Фрімена, і відвідає ті ж місця.

## Сюжет

Модель Едріана Шепарда з багатокористувацького режиму Opposing Force

### Події
В оригінальній Half-Life провал експерименту в науково-дослідному комплексі «Чорна Меза» і подальший «каскадний резонанс» відкрили міжсвітовий портал, через який з паралельного світу Зен в комплекс проникли ворожі прибульці. Вцілілі вчені та охоронці намагаються втекти з «Чорної Мези». Посланий урядом спецпідрозділ HECU проводять масштабну операцію, в ході якої знищує прибульців у «Чорній Мезі», а також всього персоналу наукового центру. Едріан Шепард є одним з учасників цієї операції, котрий намагається пробитися до точки евакуації, коли перевага прибульців стає очевидною.

### Глави
Глава 1: Сила протидії (англ. Opposing Force)
Капрал Едріан Шепард і його команда підлітають на вертольоті до посадкової зони в «Чорній Мезі», щоб ліквідувати прибульців і свідків аварії. Їхній транспорт збиває літак прибульців «Манта» і Шепард непритомніє. Отямившись, він опиняється в центрі сутички бійців HECU з прибульцями із Зену, де його вражає блискавкою вортигонт.
Глава 2: Ласкаво просимо до «Чорної Мези» (англ. Welcome to Black Mesa)
Шепард вдруге отямлюється, цього разу в лазареті, куди його принесли працівники «Чорної Мези», неподалік від місця аварії. Там капрал отримує бронежелет та застає момент, коли піддослідний зомбі виривається на волю. Добувши собі зброю, Едріан проходить через тунелі комплексу, залиті відходами приміщення, і врешті опиняється в ліфті, яким піднімається до монополітену.
Глава 3: Ми відступаємо (англ. We are Pulling Out)
Капрал якийсь час їде у вагоні та згодом знаходить охоронця, в компанії якого прокладає собі шлях. Згодом він зустрічає вчених та інших бійців. Від них капрал дізнається про загальну евакуацію солдатів з «Чорної Мези» і нову точку збору.
Дорогою туди Шепард зустрічає представника Раси Х, ще одної, прониклої до «Чорної Мези», яка викрадає людей. Шепард досягає точки збору, але з'являється G-Man і не дає Шепарду евакуюватися, замкнувши його в ангарі. Останній вертоліт зі спецпризначенцями відлітає з комплексу, залишивши Едріана одного.
Глава 4: Зниклий безвісти (англ. Missing in Action)
Шепард розшукує інший вихід з комплексу і крізь вентиляцію потрапляє в затоплену кімнату, якою проходить струм. Після подорожі через заповнені хедкрабамі й зомбі приміщення заводу з утилізації сміття, Шепарду стають в пригоді навички лазіння по канату, коли він опиняється в шахті ліфта. Едріан зустрічає інших спецназівців, які також не встигли покинути комплекс. Солдати приєднуються до нього і вони разом намагаються вибратися назовні.
Глава 5: Дружній вогонь (англ. Friendly Fire)
Після битви в офісних комплексах, захоплених прибульцями, Шепард добирається до ангара, де помічає двох солдатів в чорній уніформі, які завантажують до вантажівки ядерну боєголовку. Помітивши Едріана, вони миттю атакують його. Той розуміє, що чорні оперативники були послані вбити в «Чорній Мезі» вцілілих свідків і заразом покласти край вторгненню прибульців, оскільки HECU з цим не справилися. Шепард знову зустрічає кілька дружніх солдатів і вони вступають в бій проти оперативників. Врешті бійці добираються до підземної залізниці, що веде в комплекс «Лямбда».
Глава 6: Ми не одні (англ. We Are Not Alone)
Шепард прибуває прямо в телепортаціоний зал комплексу «Лямбда» в момент, коли Гордон Фрімен телепортується в Зен. В цей час навколо телепорта виникають прибульці-контролери. Шепард стрибає в інший новоутворений портал і переноситься в Зен. Там він скоро спостерігає загибель необережного вченого, в котрого забирає експериментальну зброю. З її допомогою Шепард подорожує між різними місцями «Чорної Мези» та Зену, поки не повертається назад у комплекс.
Глава 7: Падіння в глибини (англ. Crush Depth)
Повернувшись в «Чорну Мезу», Шепард потрапляє в затоплені лабораторії гідрофауни, де мешкають кілька інопланетних амфібій — іхтіозаврів. Після подорожі через лабораторії, Шепард дістає споромет прибульців та знову стрибає в телепорт, який веде в Зен. Звідти він, відшукавши потрібний портал, переноситься в сусідню частину комплексу «Чорна Меза». Там капрал від голограми ученого Вальтера Беннета дізнається як застосовувати істоту Барнакла з лабораторії поблизу як захват. Завдяки цьому він проходить між двома тентаклами.
Глава 8: Чужа реальність (англ. Vicarious Reality)
Шепард пробивається крізь комплекс лабораторій «біокупола», використовуваних раніше як центр з вивчення флори і фауни Зену. Врешті він добирається до старої індустріальної області, і чує радіопередачу від групи спецпризначенців, котра бореться з невідомими істотами.
Глава 9: Кубло печерного черва (англ. Pit Worm's Nest)
Шепард потрапляє в область із переробки відходів, де величезний інопланетний черв блокує йому шлях. Шепард підливає йому у воду токсичні відходи, чим убиває чудовисько. Тепер йому відкривається шлях в каналізацією.
Глава 10: Foxtrot Uniform
У компанії з декількома вцілілими солдатами, Шепард просувається через область, контрольовану снайперами чорних оперативників. Потім він спускається через підземні канали і проходить в каналізацію, де утворилося гніздо істот волтігорів. Прорвавшись через гніздо, капрал вибирається на поверхню, де зустрічає бойових товаришів і переправляється через дамбу ГЕС, де ще кілька солдатів намагаються впоратися з істотою гаргантюа. Шепард використовує вибухівку, щоб знищити чудовисько, і йде по прориву в трубі електростанції.
Глава 11: Посилка (англ. The Package)
Шепард просувається по поверхні «Чорної Мези», стикаючись з численними загонами чорних оперативників, їхньою артилерією і вертольотом AH-64 «Апач», а також з прибульцями — шоковими солдатами. В кінці рівня він добирається до підземної автостоянки, де двоє чорних оперативників активують термоядерну боєголовку для знищення комплексу. Шепард вбиває їх і деактивує бомбу. Проте крізь скло в дверях він бачить як G-Man знову активовує заряд.
Глава 12: Зіткнення світів (англ. Worlds Collide)
Після подорожі через склад, захоплений оперативниками та Расою Х, Шепард потрапляє в індустріальну зону «Чорної Мези», де стикається з величезним Геночервом Раси X, який намагається пробратися через портал на Землю. Геночерв атакує Шепарда, але капрал, використовуючи стаціонарні лазерні турелі, засліплює і вбиває чудовисько. Коли воно помирає, навколо нього починають з'являтися портали, в один з яких потрапляє і Едріан.
Глава 13: Висновок (англ. Conclusion)
Шепард отямлюється у вертольоті, де поряд сидить G-Man. Бомби в «Чорній Мезі» вибухають, а G-Man залишає Шепарда в місці, схожому на те, де опинився вагончик з Гордоном Фріменом у фіналі Half-life.

## Розробка
Half-Life: Opposing Force вперше була анонсована Gearbox Software 15 квітня 1999 року. В прес-релізі Ренді Пічфорд повідомив: «нашою метою номер один є збереження цілісності Half-Life і забезпечення нових вражень, які розширюють відчуття від оригіналу», а також заявив, що пакет розширення дозволить гравцеві грати за одного із солдатів, який з'являвся в оригінальній грі. Назва Opposing Force мала подвійне значення, відсилаючи до того, що грабельним персонажем тепер є представник ворожих до Гордона Фрімена сил, і третього закону Ньютона. В пізнішому інтерв'ю Пічфорд висловився, що вірить у те, що Valve дадуть Gearbox створити доповнення до Half-Life, яке дозволить «сфокусуватися на майбутніх тайтлах».
Додаткова інформація про розробкуOpposing Force, так само як і про локації, персонажів, і історію, була представлена на Electronic Entertainment Expo 1999. Офіційний вебсайт Opposing Force, підтримуваний Sierra Studios, був запущений в липні 1999 року.
Тоді ж Gearbox анонсували, що дизайнером багатокористувацької складової стане Річард Грей. Кілька інших дизайнерів приєдналися до команди розробників у вересні 1999, маючи досвід роботи з Daikatana, Quake II, Doom і Shadow Warrior. Згодом були опубліковані скріншоти розроблюваної гри. Гра вийшла 19 листопада 1999 року. Gearbox випустили до неї багатокористувацьке доповнення в травні 2000, додавши режим «захоплення прапора». Opposing Force пізніше стала доступна у сервісі Valve Steam.

## Вороги
Крім ворогів з оригінальної Half-Life, в Opposing Force є і безліч нових. Так, серед основних супротивників гравцеві доведеться зіткнутися не тільки з істотами зі світу Зен, але і з прибульцями нової Раси X, яка переслідує свої цілі й з'являється виключно в  Opposing Force.
Якщо в Half-Life людським противником для гравця був спецпідрозділ HECU, то другий, у свою чергу, має своїх ворогів у цьому доповненні — Чорні оперативники. Ці спеціальні війська були послані, щоб повністю знищити Чорну Мезу і ліквідувати не тільки прибульців і персонал дослідницького центру, але і військових, що відстали, з підрозділу HECU. В оригінальній Half-Life гравець уже боровся з представниками оперативників — жінками-вбивцями; в Opposing Force крім них є і чоловіки, і навіть різна військова техніка.
Серед ворогів-прибульців із Зена в Opposing Force теж з'явилися невеликі поповнення у вигляді нових зомбі — гонома, що є результатом тривалої мутації зараженої хедкрабом людини й більш небезпечним різновидом зомбі, а також зомбованого солдата HECU й охоронця Чорної Мези, чия броня надає їм більшу стійкість, ніж у звичайних зомбі.

## Зброя
Арсенал гравця в Opposing Force, в порівнянні з Half-Life, також оновився. Замість монтування головний герой отримує трубний ключ і ніж, замість револьвера Colt Python — пістолет Desert Eagle з лазерним цілевказівником, а замість арбалета — снайперську гвинтівку M40A1.
Однак, у грі з'явилася й інша унікальна для серії Half-Life зброя: ручний кулемет M249 SAW і гармата зміщення, що є ручною телепорт і , як і тау-гармата або глюонна гармата, яка використовує як боєприпаси контейнери з ураном-235. Інопланетне озброєння, крім снарков і ручного вулика, представлено також ручним барнаклом (службовим аналогом гака з мотузкою, але також дозволяє вбити дрібних ворогів) і двома істотами Раси — спорометателем і шоковим тарганом , що стріляє електричними розрядами і подібно до ручного вулика, що має нескінченний боєзапас.

## Саундтрек
На відміну від решти ігор серії Half-Life, саундтреки яких належать Келлі Бейлі, музику для Opposing Force написав Кріс Дженсен. Цей саундтрек був використаний в CD-версії Half-Life: Blue Shift.
| - 1. «Scientific Proof» (0:15) - 2. "Orbit" (0:46) - 3. "Name" (1:50) - 4. «Listen» (0:15) - 5. "Fright" (0:58) - 6. "Storm" (1:36) - 7. «Trample» (1:16) - 8. «Bust» (1:46) - 9. "The Beginning" (2:05) - 10. «Lost in Thought» (1:19) | - 11. «Danger Rises» (1:14) - 12. "Soothing Antagonist" (1:25) - 13. «Run» (0:51) - 14. «Open the Valve» (1:22) - 15. "Tunnel" (1:24) - 16. «Chamber» (1:31) - 17. "Maze" (0:57) - 18. "Alien Forces" (1:14) - 19. "Planet" (1:30) |

## Сприйняття
| Агрегатор    | Оцінка                |
| ------------ | --------------------- |
| GameRankings | 85.45 % (30 рецензій) |

| Видання                  | Оцінка |
| ------------------------ | ------ |
| Computer and Video Games | 9/10   |
| Eurogamer                | 7/10   |
| GameFan                  | 85/100 |
| GamePro                  | [ 24 ] |
| GameSpot                 | 9/10   |
| IGN                      | 7.5/10 |
| PC Zone                  | 85%    |

Opposing Force зібрала переважно позитивні відгуки, отримавши середній бал 85,45 % на агрегаторі GameRankings. В США вона досягнула рекордних продажів у 108 тис. примірників до кінця 1999 року. Загальні продажі дискової версії Opposing Force склали 1,1 млн примірників до 2008 року.
Рецензент Computer and Video Games Кім Ренделл зазначив, що «Gearbox, очевидно, доклала великих зусиль, щоб забезпечити досвід, схожий з оригіналом». Хвалячи мультиплеєр; Ренделл вказав, що нововведення для багатокористувацьких ігор зробили цю сферу Opposing Force «справді яскравою». Рандел завершив огляд, зробивши висновок, що Opposing Force — це «чудове досягнення».
Ерік Вулпау і GameSpot писав, що оскільки більшість доповнень були посередніми, «цілком доречно, що Opposing Force від Gearbox Software, офіційне розширення для переосмислення жанру Half-Life, у свою чергу встановлює новий стандарт якості для майбутніх пакетів місій екшн-ігор». Вулпау високо оцінив дизайн самітної кампанії, зазначивши, що «ви можете відчути ентузіазм дизайнерів, коли одна пам'ятна сцена розгортається за іншою, і це змушує вас продовжувати гру». Незважаючи на критику деяких елементів штучного інтелекту та опис деяких нових моделей як «просто демонстрацію», в огляді зроблено висновок, що Opposing Force є «пристрасним застосуванням творчого дизайну».
GamePro заявила, що «Gearbox виконала чудову роботу, створивши не просто додаток для Half-Life, а продовження шедевра», хвалячи як дизайн рівнів, так і сюжетні елементи, але зауважила, що гра вийшла закороткою.

## Продовження
У лютому 2016 року ентузіастом Річардом Сібруком самотужки було розроблено неофіційне продовження під назвою Prospekt, події якого відбуваються паралельно до Half-Life 2. Гра заснована на Half-Life 2, але не вимагає її наявності, будучи самостійною. Попри неофіційність, розробку Prospekt було схвалено Valve.
За сюжетом Гордон Фрімен потрапив до в'язниці Альянсу, Нова Проспект. Дружні вортигонти вирішують повернути Едріана Шепарда зі стазису, куди його помістив G-Man, щоб той визволив Фрімена.

## Див також
- Організації серії ігор Half-Life